# Энавене-наве (язык)
Энавене-наве, или салуман (Enawené-Nawé, Eneuene-Mare, Salumã) — аравакский язык, на котором говорит народ энавене-наве, проживающий на северо-западе штата Мату-Гросу в Бразилии. Салуман (Salumã) не следует путать с языком салума (Salumá), распространённый в бразильском штате Пара, от которого он отличается. Айхенвальд (1999) классифицирует его вместе с языком терена и родственными языками, а также связан с языком пареси[уточнить].